# 巴塞罗那大王宫

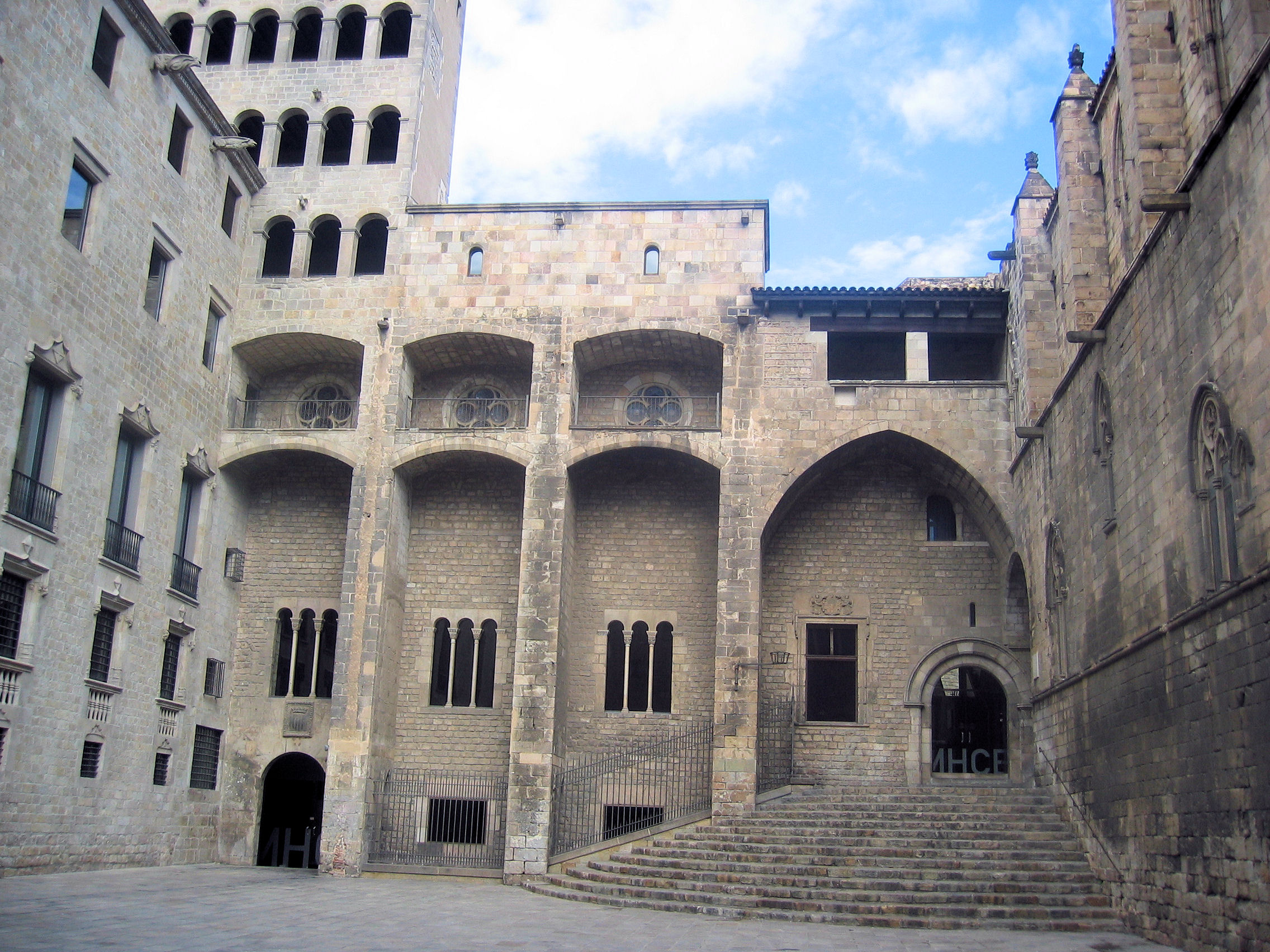
立面

巴塞罗那大王宫是西班牙加泰罗尼亚巴塞罗那的一组历史建筑群，位于旧城哥特区的国王广场，曾是巴塞罗那伯爵和后来的阿拉贡国王的住所。它包括三座不同的建筑：
- 圣亚加大小堂（1302），皇家礼拜堂，哥特式建筑。它有一个14世纪初的八角塔。